# NORC
NORC es un programa fundado en diciembre de 2008 para los países del este. Es un programa de fotografías en 360° con base en Bucarest, Rumanía. Actualmente tiene fotografías tomadas en Austria, República Checa, Hungría, Polonia, Rumania, Rusia y Eslovaquia. Pertenece a una empresa llamada eXtreme Soft Group. Tiene tres idiomas disponibles, que son el inglés, el ruso y el rumano. 
Tiene también una opción para ver los recorridos en 3D con gafas especializadas.
Actualmente no hay datos de cuándo son las actualizaciones, pero la última fue septiembre de 2009, y se añadieron las ciudades de Tirol, Voralberg y Salzburgo.

## Áreas incluidas
| País            | Localicación | Sitio                                                            | Referencias                                                  |
| --------------- | --- | ---------------------------------------------------------------- | ------------------------------------------------------------ |
| Austria         | Viena, Innsbruck, Bregenz, Dornbirn, Bludenz, Axams, Absam, Ampass, Mieders, Fulpmes, Völs, Götzens, Natters, Mutters, Igls, Aldrans, Baumkirchen, Volders, Fritzens, Rum, Hall in Tirol, Absam, Thaur, Mils, Wattens, Telfes, Neustift im Stubaital, Seefeld, Reith bei Seefeld, Leutasch, Scharnitz, Arzl im Pitztal, Jerzens, Längenfeld, Mieming, Mötz, Obsteig, Oetz, Roppen, Sankt Leonhard im Pitztal, Sautens, Sölden, Umhausen, Wenns, Faggen, Fließ, Flirsch, Galtür, Grins, Ischgl, Kappl, Kaunerberg, Kaunertal, Kauns, Pettneu am Arlberg, Pfunds, Pians, Prutz, Ried im Oberinntal, Sankt Anton am Arlberg, See, Strengen, Tobadill, Tösens, Schruns, Bartholomäberg, Blons, Bludesch, Brand, Bürs, Bürserberg, Dalaas, Fontanella, Gaschurn, Innerbraz, Klösterle, Lech am Arlberg, Lorüns, Ludesch, Nüziders, Raggal, Sankt Anton im Montafon, Sankt Gallenkirch, Sankt Gerold, Silbertal, Sonntag, Stallehr, Thüringen, Thüringerberg, Tschagguns, Vandans, Zürs, Hohenems, Lustenau, Götzis, Altach, Bildstein, Schwarzach, Kennelbach, Hard, Lauterach, Wolfurt, Pill, Weer, Strass im Zillertal, Wiesing, Eben am Achensee, Bruck am Ziller, Aschau im Zillertal, Ried im Zillertal, Hart im Zillertal, Stumm, Fügen, Fügenberg, Uderns, Ramsau im Zillertal, Mayrhofen, Finkenberg, Schwendau, | www.norc.at                                                      | [ 1 ] [ 2 ] [ 3 ] [ 4 ] [ 5 ] [ 6 ] [ 7 ] [ 8 ] [ 9 ] [ 10 ] |
| República Checa | Praga, Brno, Plzeň, Olomouc, Ostrava | www.norc.cz Archivado el 21 de junio de 2009 en Wayback Machine. | [ 11 ] [ 12 ]                                                |
| Hungría         | Budapest, Debrecen, Miskolc, Szeged, Gyor, Lago Balaton, Szentendre, Hajdúszoboszló | www.norc.hu                                                      | [ 13 ] [ 14 ] [ 15 ] [ 16 ]                                  |
| Polonia         | Varsovia, Cracovia, Poznań, Breslavia, Katowice | www.norc.pl                                                      | [ 17 ] [ 18 ] [ 19 ]                                         |
| Rumanía         | Bucureşti, Arad, Azuga, Bacău, Baia Mare, Brăila, Braşov, Breaza, Buşteni, Buzău, Câmpina, Călăraşi, Cluj-Napoca, Constanţa, Costineşti, Craiova, Eforie Sud, Eforie Nord, Galaţi, Giurgiu, Iași, Mangalia, Miercurea Ciuc, Oradea, Piteşti, Ploieşti, Poiana Braşov, Predeal, Râmnicu Vâlcea, Râmnicu Sărat, Satu Mare, Sfântu Gheorghe, Sibiu, Sighişoara, Sinaia, Suceava, Târgovişte, Târgu Mureş, Timişoara, Tulcea, Vaslui and Romanian Black Sea resorts 2 Mai, Cap Aurora, Jupiter, Mamaia, Năvodari, Neptun, Olimp, Saturn, Vama Veche, Venus | www.norc.ro                                                      | [ 20 ] [ 21 ] [ 22 ]                                         |
| Rusia           | Moscú | www.mappi.ru                                                     | [ 23 ]                                                       |
| Eslovaquia      | Bratislava, Banská Bystrica, Košice, Nitra, Trnava, Žilina | www.norc.sk                                                      | [ 24 ]                                                       |